# Repljana
Repljana (Bulgaars: Репляна) is een dorp in het noordwesten van Bulgarije, gelegen in de gemeente Tsjoeprene in oblast Vidin. Het dorp ligt hemelsbreed ongeveer 55 km ten zuidwesten van de regionale hoofdstad Vidin en 102 km ten noordwesten van de nationale hoofdstad Sofia.

## Bevolking
Het dorp Repljana had bij de laatste officiële volkstelling van 7 september 2021 een inwoneraantal van 115 personen. Dit waren 42 mensen (-26,8%) minder dan 157 inwoners bij de census van 1 februari 2011. De gemiddelde jaarlijkse groei in die periode komt daarmee uit op -2,9%, hetgeen lager is dan het landelijk jaarlijks gemiddelde over deze periode (-1,14%). Het aantal inwoners vertoont al vele jaren een dalende trend: in 1946 had het dorp nog een recordaantal van 1001 inwoners.
- 1934 930
Koninkrijk Bulgarije
- 1946 1001
Volksrepubliek Bulgarije
- 1956 860
Volksrepubliek Bulgarije
- 1965 694
Volksrepubliek Bulgarije
- 1975 557
Volksrepubliek Bulgarije
- 1985 472
Volksrepubliek Bulgarije
- 1992 381
Republiek Bulgarije
- 2001 288
Republiek Bulgarije
- 2011 157
Republiek Bulgarije
- 2021 115
Republiek Bulgarije

- Koninkrijk Bulgarije
- Volksrepubliek Bulgarije
- Republiek Bulgarije

In het dorp wonen uitsluitend etnische Bulgaren. In de optionele volkstelling van 2011 identificeerden alle 10 ondervraagden zichzelf als etnische Bulgaren (100%). Vanwege het geringe aantal ondervraagden (10 van de 157 inwoners) is het niet mogelijk om harde conclusies aan de volkstelling van 2011 te verbinden.
| Etnische samenstelling van de respondenten (2011) | Etnische samenstelling van de respondenten (2011) | Etnische samenstelling van de respondenten (2011) | Etnische samenstelling van de respondenten (2011) | Etnische samenstelling van de respondenten (2011) |
| ------------------------------------------------- | ------------------------------------------------- | ------------------------------------------------- | ------------------------------------------------- | ------------------------------------------------- |
|                                                   |                                                   |                                                   |                                                   |                                                   |
| Bulgaren                                          | Bulgaren                                          |                                                   | 100,0%                                            | 100,0%                                            |
| Turken                                            | Turken                                            |                                                   | 0,0%                                              | 0,0%                                              |
| Roma                                              | Roma                                              |                                                   | 0,0%                                              | 0,0%                                              |
| Anders/Onbekend                                   | Anders/Onbekend                                   |                                                   | 0,0%                                              | 0,0%                                              |